# Anton Ildussowitsch Gafarow
Anton Ildussowitsch Gafarow (russisch Антон Ильдусович Гафаров; * 4. Februar 1987 in Chanty-Mansijsk) ist ein ehemaliger russischer Skilangläufer. Er startete vorwiegend in der Disziplin Sprint.

## Werdegang
Gafarow trat von 2007 bis 2019 beim Eastern-Europe-Cup an. Dabei erreichte er 13 Podestplatzierungen, darunter sechs Siege. In der Saison 2008/09 belegte er den zweiten und in der Saison 2010/11 den ersten Platz in der Gesamtwertung des Eastern-Europe-Cups. Sein erstes Weltcuprennen lief er im Dezember 2007 in Rybinsk, welches er auf dem 23. Platz beendete und damit auch seine ersten Weltcuppunkte gewann. Im Januar 2009 holte er dort mit dem dritten Platz seine bisher beste Platzierung in einen Weltcuprennen. Bei den nordischen Skiweltmeisterschaften 2009 in Liberec belegte er den 42. Rang im Sprint. Bei der russischen Skilanglaufmeisterschaft 2012 in Tjumen gewann er Bronze im Sprint. Zu Beginn der Saison 2013/14 bei den Nordic Openings in Kuusamo belegte er den zweiten Platz im Sprint. Bei den Olympischen Winterspielen 2014 in Sotschi erreichte er den 12. Platz im Sprint. Die Saison beendete er auf dem 41. Rang in der Weltcupgesamtwertung und dem 12. Platz in der Sprintwertung. Bei der Winter-Universiade 2015 in Štrbské Pleso gewann er Silber im Sprint und Gold zusammen mit Swetlana Nikolajewa im Mixed Teamsprint. Im Dezember 2016 siegte er im Alpencup in Goms im Sprint. Bei den nordischen Skiweltmeisterschaften 2017 in Lahti belegte er den 17. Platz im Sprint. Letztmals im Weltcup startete er im Januar 2018 in Seefeld in Tirol, wobei er den 35. Platz im Sprint errang.

## Siege bei Continental-Cup-Rennen
| Nr. | Datum             | Ort            | Disziplin        | Serie              |
| --- | ----------------- | -------------- | ---------------- | ------------------ |
| 1.  | 20. November 2008 | Werschina Tjoi | Sprint Freistil  | Eastern Europe Cup |
| 2.  | 22. November 2008 | Werschina Tjoi | Sprint klassisch | Eastern Europe Cup |
| 3.  | 18. Januar 2009   | Charkiw        | Sprint Freistil  | Eastern Europe Cup |
| 4.  | 27. Dezember 2010 | Krasnogorsk    | Sprint Freistil  | Eastern Europe Cup |
| 5.  | 14. Januar 2011   | Charkiw        | Sprint klassisch | Eastern Europe Cup |
| 6.  | 15. Januar 2011   | Charkiw        | Sprint Freistil  | Eastern Europe Cup |
| 7.  | 16. Dezember 2016 | Goms           | Sprint klassisch | Alpencup           |

## Platzierungen im Weltcup

### Weltcup-Statistik
Die Tabelle zeigt die erreichten Platzierungen im Einzelnen.
- 1.–3. Platz: Anzahl der Podiumsplatzierungen
- Top 10: Anzahl der Platzierungen unter den ersten zehn
- Punkteränge: Anzahl der Platzierungen innerhalb der Punkteränge
- Starts: Anzahl gelaufener Rennen in der jeweiligen Disziplin
- Hinweis: Bei den Distanzrennen erfolgt die Einordnung gemäß FIS.

| Platzierung         | Distanzrennen a | Distanzrennen a | Distanzrennen a | Distanzrennen a | Distanzrennen a | Skiathlon Verfolgung | Sprint | Etappen- rennen b | Gesamt | Team   | Team    |
| Platzierung         | ≤ 5 km          | ≤ 10 km         | ≤ 15 km         | ≤ 30 km         | > 30 km         | Skiathlon Verfolgung | Sprint | Etappen- rennen b | Gesamt | Sprint | Staffel |
| ------------------- | --------------- | --------------- | --------------- | --------------- | --------------- | -------------------- | ------ | ----------------- | ------ | ------ | ------- |
| 1. Platz            |                 |                 |                 |                 |                 |                      |        |                   |        |        |         |
| 2. Platz            |                 |                 |                 |                 |                 |                      | 1      |                   | 1      |        |         |
| 3. Platz            |                 |                 |                 |                 |                 |                      | 1      |                   | 1      |        |         |
| Top 10              |                 |                 |                 |                 |                 |                      | 8      |                   | 8      | 1      |         |
| Punkteränge         |                 |                 |                 |                 |                 |                      | 36     |                   | 36     | 4      |         |
| Starts              |                 | 1               |                 |                 |                 |                      | 53     |                   | 54     | 4      |         |
| Stand: Karriereende |                 |                 |                 |                 |                 |                      |        |                   |        |        |         |

### Weltcup-Gesamtplatzierungen
| Saison  | Gesamt | Gesamt | Sprint | Sprint |
| Saison  | Punkte | Platz  | Punkte | Platz  |
| ------- | ------ | ------ | ------ | ------ |
| 2007/08 | 13     | 126.   | 13     | 86.    |
| 2008/09 | 71     | 73.    | 71     | 36.    |
| 2009/10 | -      | -      | -      | -      |
| 2010/11 | 16     | 127.   | 16     | 76.    |
| 2011/12 | 100    | 63.    | 100    | 23.    |
| 2012/13 | 93     | 56.    | 93     | 21.    |
| 2013/14 | 197    | 41.    | 197    | 12.    |
| 2014/15 | 74     | 73.    | 74     | 32.    |
| 2015/16 | 45     | 84.    | 45     | 44.    |
| 2016/17 | 71     | 75.    | 71     | 31.    |